# Convention constitutionnelle au Canada
Vous pouvez aider à l'améliorer ou bien discuter des problèmes sur sa page de discussion.
- Certaines informations devraient être mieux reliées aux sources mentionnées dans la bibliographie ou les liens externes. Améliorez sa vérifiabilité en les associant par des références. (Marqué depuis décembre 2023)
- Son texte doit être wikifié : il ne correspond pas à la mise en forme Wikipédia (style, typographie, liens internes, liens entre les wikis, etc.). (Marqué depuis décembre 2023)
- Son introduction est soit absente, soit non conforme aux conventions de Wikipédia. (Marqué depuis décembre 2023)

Le terme convention constitutionnelle, (Constitutional convention (political custom)) en anglais, peut être compris de plus d’une manière puisqu’il renvoie à plusieurs contextes différents et surtout, il concerne d’autres pays que le Canada. Une convention constitutionnelle au Canada est une source non-juridique de la Constitution du Canada. Les conventions sont des règles politiques considérées comme obligatoires par les acteurs qu'elles concernent. Il s'agit des conventions qui émanent de la pratique et de l'usage entre les acteurs. Malgré leur caractère politique, elles sont d'une importance centrale dans le fonctionnement de la fédération canadienne. Certaines conventions contredisent même le texte écrit de la Constitution.
L'existence de ces conventions est typique de la tradition britannique dont a hérité le Canada.
Les conventions constitutionnelles sont de plusieurs ordres. Un grand nombre d'entre eux régissent le fonctionnement du parlementarisme. Par exemple, même si dans la Loi constitutionnelle de 1867, la reine détient le pouvoir exécutif au Canada, ce pouvoir est exercé par le gouvernement du Canada. Ainsi, la plupart des règles qui touchent au gouvernement responsable sont des conventions constitutionnelles et ne sont prévus dans aucun texte constitutionnel.
En plus de contredire certains articles de la constitution, d’autres conventions viennent la compléter sur certains points importants qui ne sont pas adressés dans les documents constitutionnels en ajoutant un sens précis. D’autres agissent de manière indépendante et viennent s’imposer par-dessus les écrits de la constitution. Les trois fonctions des conventions sont donc de compléter, contredire ou de s’imposer par-dessus la loi existante dans la constitution dans un but bien précis, celui d’adapter la constitution du Canada. Cette dernière doit donc être comprise par les écrits et les conventions non écrites qui viennent s’y ajouter.Il existe ce que l’on appelle des vestiges de la couronne qui sont encore bien présents dans la constitution du pays et qui nous ramènent à l’époque où le Canada était encore l’un des dominions britanniques. Ces vestiges de la couronne n’ont pas d’influence sur l’exercice de la démocratie canadienne grâce aux conventions qui viennent ajuster le tir et réguler leur présence. Ces derniers sont tout de même sujets à débat et continuent par moments d’alimenter l’idée selon laquelle une constitution revisitée de manière officielle serait nécessaire plutôt que de la modifier par le biais des coutumes et des conventions. Il faut donc comprendre les conventions constitutionnelles par leur relation avec les vestiges de la couronne encore bien présents au Canada. La cohabitation entre ces vestiges et la démocratie est rendue possible par le pouvoir d’adaptation que les conventions constitutionnelles possèdent et applique sur la constitution canadienne.

## Contexte
À la base, les conventions contredisent certains points qui sont liés au pouvoir que la couronne britannique exerçait autrefois sur sa colonie. Ces vestiges de la couronne se sont manifesté au travers de l’histoire entre le Canada et l’Angleterre, mais ils continuent aujourd’hui d’avoir une portée dans le pays et ce, de manière coutumière plutôt que politique. Il faut souligner que le régime politique canadien est une monarchie constitutionnelle tout en étant une démocratie parlementaire. Cela veut dire que techniquement, le chef d’État devrait être désigné par le monarque.En application concrète, les choses ne se passent pas de cette manière, le premier ministre est élu démocratiquement.  Il existe tout de même certains vestiges comme celui-ci qui peuvent se caractériser par des silences, des omissions ou même des traditions politiques qui renvoient à l’époque où la couronne avait un plus grand pouvoir sur sa colonie. Ce sont précisément ces points dans la constitution que les conventions constitutionnelles ciblent pour que le Canada puisse fonctionner en tant qu’État démocratique et surtout, indépendamment de la couronne britannique.
Comme le dit l’article 52 de la Loi constitutionnelle de 1982, la « Constitution du Canada est la loi suprême au Canada ». Ce qui est écrit dans le document, ainsi que dans la Loi constitutionnelle de 1867, représente la structure légale du pays où nous retrouvons justement certains passages qui sont encore aujourd’hui liés à la couronne, mais qui, par convention, ne sont plus interprété de la sorte. Cette réalité fait référence à un débat en politique au Canada, celui de la réforme de la constitution canadienne. La constitution du pays s’est construite au fil du temps entre les écrits et les non-écrits la rendant parfois difficile à interpréter et surtout incomplète. La constitution du Canada, étant difficilement modifiables, les conventions et coutumes viennent jouer le rôle d’une constitution ou plutôt, d’une continuation de celle-ci pour la rendre opérable et d’actualité. Elles permettent ainsi à cette dernière de s’adapter au climat politique en mouvement. Elles pallient également à une constitution qui est éparpillée en plusieurs documents et règles qui ont parfois besoin d’être modifiés.
Puisqu’elles ne sont pas écrites dans la constitution et relèvent plutôt de l’action politique conventionnelle, la violation d’une convention constitutionnelle ne renvoie pas à une sanction juridique par des tribunaux, mais plutôt à une réaction punitive du politique. Elles ont tout de même une force de contrainte qui est liée aux acteurs politiques. Cette force leur permet d’exister en tant que règle non écrite et leur donne le pouvoir de modifier la constitution de manière non officielle. Leur portée ainsi que leurs moyens d’action ne sont pas toujours faciles à identifier. Trois points distincts où les conventions constitutionnelles agissent de manières différentes en lien avec certains vestiges de la couronne sont : les forces armées canadiennes, l’existence du Sénat du Canada ainsi que le poste encore actif du Gouverneur général.

## Les forces armées canadiennes
L’un des exemples de convention constitutionnelle concerne les forces armées canadiennes. Historiquement, depuis la glorieuse révolution ainsi que depuis l’adoption du Bill of Rights, les pouvoirs monarchiques, en ce qui concerne le commandement des forces armées, ont diminué au profit de celui du Parlement de Westminster. Notamment, le Parlement a obtenu le contrôle par rapport à la levée d’une armée ainsi qu’à son maintien en temps de paix. Toute décision en la matière devait, à partir de ce moment, être soumise à l’approbation de ce dernier. Le transfert de pouvoir concernait également les questions de la taille des armées ou encore des services militaires au niveau de la durée et de la mobilisation. Néanmoins, en cas de guerre, la couronne reprenait systématiquement ses droits sur les forces armées y compris sur celles des dominions.
Le Canada n’a obtenu sa liberté en matière de politiques extérieures qu’en 1931 avec le Statut de Westminster. Ce détail de l’histoire explique que le pays ait dû appuyer la couronne et entrer en guerre contre l’Allemagne lors de la Première Guerre mondiale
Aujourd’hui, il existe toujours l’article 15 de la loi constitutionnelle de 1867, sous la rubrique : commandement des armées, qui stipule que : « À la Reine continuera d’être et est par la présente attribué le commandement en chef des milices de terre et de mer et de toutes les forces militaires et navales en Canada ». Il s’agit d’un point parmi tant d’autres qui n’a jamais été modifié et qui, par convention, ne fonctionne pas de la sorte, mais qui soulignent le caractère incomplet de la constitution et surtout, qui met en relief l’importance des conventions constitutionnelles. Il serait tout de même impensable de voir la couronne britannique tenter d’avoir une incidence sur l’avenir militaire du Canada. Néanmoins, il s’agit d’une fonction qui diffère entre l’écrit et le réel, et ce, par le biais d’une convention bien établie.

## Le sénat
Un autre exemple concerne Le Sénat du Canada qui fut créé lors de l’adoption de la Loi constitutionnelle de 1867. Celui-ci renfermerait les idées du parlementarisme britannique et de la monarchie de l’époque. Selon certains, le Sénat incarne par l’histoire de sa création, des valeurs antidémocratiques. Celles-ci proviendraient des pères fondateurs que sont John A. Macdonald et George-Étienne Cartier, qui avaient pour but d’assoir le pouvoir monarchique plutôt que de le chasser. En effet, le but derrière sa création aurait été de ralentir la Chambre des communes où les élus peuvent, selon leur jugement, agir sur la législation en cas d’abus. Un pouvoir qui ne concorde pas tout à fait le régime démocratique du pays.
Comme l’affirme la Loi constitutionnelle de 1867 à son 24e article, les sénateurs doivent être nommés, de manière conventionnelle sous la recommandation du premier ministre, par nul autre que le Gouverneur général.Un point qui s’éloigne des principes démocratiques, mais qui fonctionne et est balancé par convention constitutionnelle.
Le Sénat possède un pouvoir d’approbation puisqu’il émet un vote de passage sur les projets de loi qui sont préalablement approuvés en Chambre des communes. Par convention, il est rare que les membres du Sénat bloquent systématiquement une loi. Par contre, le contexte politique peut permettre à ces derniers de refuser un projet qui a été voté en chambre. Le Sénat possède donc un réel pouvoir qui d’un côté peut sembler s’écarter de la démocratie et de l’autre, qui joue sur un terrain où la culture monarchique et les conventions constitutionnelles se rencontrent. Il s’agit encore une fois d’un sujet à débat dans la communauté scientifique et politique.

## Le poste de Gouverneur général
En dernier, nous retrouvons le poste de Gouverneur général qui lui aussi est un vestige de la couronne qui a persisté jusqu’à notre ère. Autrefois nommé par la reine comme étant son représentant. Ce dernier avait également beaucoup plus de pouvoir qu’il n’en a aujourd’hui. Désormais, c’est le premier ministre qui se charge de sa nomination et les principes démocratiques ont par convention grandement diminué ses tâches ainsi que les conditions lui permettant d’user de son pouvoir. Aux yeux de certains politologues, il s’agit beaucoup plus d’un titre « honorifique » que d’une charge ayant un réel impact dans la politique .
Il est tout de même pertinent de noter le rôle de ce vestige de la couronne dans l’incident entre le premier ministre Stephen Harper ainsi que la Gouverneure générale de l’époque : Michaëlle Jean. Le 4 décembre 2008, la Gouverneure générale a reçu la demande du premier ministre voulant proroger la session parlementaire, pouvoir qui lui revient à la base de la tradition monarchique,. À ce moment bien précis, un choix s’est offert à elle, accepter la demande ou refuser et opter pour une autre alternative. Michaëlle Jean n’aurait techniquement pas bafoué la constitution ni même une convention constitutionnelle si elle avait décidé de refuser et de déclencher des élections par exemple. De manière générale et par convention, le Gouverneur général suit les demandes et recommandations du premier ministre, convention que Michaëlle Jean a suivie lors de cet évènement .
Cela montre tout de même le poids politique qui peut parfois s’interposer dans l’exercice démocratique et nous rappeler l’existence d’un vestige de la couronne parmi tant d’autres encore actif. Pour certains, il s’agit d’un balancement entre les excès possibles des élus et la bienveillance d’un autre acteur tel que le Gouverneur général.  Pour d’autres, c’est un des signes d’une constitution qui aurait besoin d’être revisitée et réécrite.

#### Monographies, chapitres de livres et articles
- Ajzenstat, Janet. « Le bicaméralisme et les Architectes du Canada : les origines du Sénat canadien ». In Protéger la démocratie canadienne : le Sénat en vérité. Sous la dir. de Serge Joyal, p. 3-34. Montréal, McGill Queen’s University Press, 2008.
- Bothwell, Robert et Susan Colbourn. « Canada and the British Commonwealth in the Great War: an Historiographical Review ». Histoire@Politique. Politique, culture, société, vol. 1, no 22 (2014), p. 105-119.
- Henri Brun, Guy Tremblay et Eugénie Brouillet, Droit constitutionnel, Cowansville (Québec), Éditions Yvon Blais, 2008, 5e éd., 1548 p. (OCLC 233522214).
- Dupuis-Déri, Francis. « Histoire du mot «démocratie» au Canada et au Québec. Analyse politique des stratégies rhétoriques ».  Revue canadienne de science politique, vol. 42, no. 2 (2009), p. 321-343.
- Gouvernement du Canada, « Loi constitutionnelle de 1867 », Site web de la législation (justice), https://laws-lois.justice.gc.ca/fra/const/TexteComplet.html
- Lagassé, Philippe. « The Crown's powers of command-in-chief: interpreting section 15 of Canada's Constitution Act, 1867 ». Review of Constitutional Studies, vol. 18, no 2 (2013), p. 189-220.
- Levesque, Frédéric, « L’alternance au poste de gouverneur général et la dualité canadienne : règle de politesse ou convention constitutionnelle ? ». Revue générale de droit. Volume 37, numéro 2 (2007), p. 301-343.
- Nicole Duplé, Droit constitutionnel : principes fondamentaux, Montréal, Wilson & Lafleur, 2011, 5e éd., 772 p. (OCLC 726556952, lire en ligne).
- (en) Bernard W. Funston et Eugene Meehan, Canada's Constitutional Law in a Nutshell, Toronto, Thomson & Carswell, 2003, 3e éd., 258 p. (OCLC 52241646).
- McWhinney, Edward, « La démocratie au XXIe siècle : L’avenir de la couronne au Canada ».  Revue parlementaire canadienne. Volume 28, numéro 3 (2005), p.2.
- McWhinney, Edward, « Les aspects constitutionnels et politiques de la charge de gouverneur général ». Revue parlementaire canadienne. Volume 32, numéro 2 (2009), p. 2-7.
- Russel, Peter H., « Latitude et pouvoir de réserve de la couronne ».  Revue parlementaire Canadienne. Volume 34, numéro 2 (2011), p. 19-25.
- Pelletier, Benoit, « La modification et la réforme de la Constitution Canadienne ». Revue générale de droit, volume 47, numéro 2, 2017, p.482.
- (en) Andrew Heard, Canadian Constitutional Conventions : The Marriage of Law and Politics, Toronto, Oxford University Press, 1991, 189 p. (OCLC 0195407199).
- André Tremblay, Droit constitutionnel : Principes, Montréal, Les éditions Thémis, 2000, 2e éd., 507 p. (OCLC 237390990, présentation en ligne).

#### Décisions judiciaires
- Canada (Procureur général) c. Pelletier, 2008 CAF 1
- Harquail c. Canada (Commission de la fonction publique), 2004 CF 1549
- Renvoi relatif à la sécession du Québec, [1998] 2 R.C.S. 217
- Renvoi concernant la modification de la Constitution du Canada, [1981] 1 R.C.S. 753
- Loi constitutionnelle de 1867 (R-U), 30 & 31 Vict, c 3, art 15, reproduit dans LRC 1985, annexe II, no 5.
- Loi constitutionnelle de 1867 (R-U), 30 & 31 Vict, c 3, reproduite dans LRC 1985, annexe II, no 5.